# Obeliscul din Montevideo
Obeliscul din Montevideo, oficial numit Obelisco a los Constituyentes de 1830, este un monument creat de sculptorul José Luis Zorrilla de San Martín (1891-1975). Este un obelisc din granit cu trei laturi, înalt de 40 de metri, cu trei statui de bronz pe laturile sale care reprezintă "Legea", "Libertatea" și "Forța". Are o fântână de apă hexagonală în jurul său, împreună cu șase sfere aflate pe circumferința exterioară. Obeliscul este situat la intersecția bulevardelor 18 de Julio și Artigas, din Montevideo, la intrarea în Parcul Batlle zona. A fost construit în 1930 pentru a sărbători 100 de ani de la prima constituție a Uruguayului și este un omagiu adus participanților la Adunarea Generală a primei constituții.
Șase ani mai târziu, un monument similar, dar mai mare a fost construit la intersecția bulevardelor 9 de Julio și Corrientes din Buenos Aires, pentru a sărbători cea de-a 400-a aniversare de la fondarea orașului.